# Hundred Waters
Hundred Waters é uma banda americana formada em Gainesville, Flórida, em outubro de 2011. Os dois primeiros álbuns da banda receberam muitos elogios dos críticos, que freqüentemente destacam a mistura pelo grupo de sons eletrônicos e orgânicos. A banda é composta por Nicole Miglis (vocais, piano, flauta), Trayer Tryon (produção, eletrônica, baixo) e Zach Tetreault (bateria, percussão, trompete). 
O grupo ganhou destaque em 2012 com o lançamento de seu primeiro álbum auto-intitulado e uma parceria inesperada com Skrillex e sua gravadora OWSLA. Hundred Waters escreveram e produziram a maior parte do seu segundo álbum, The Moon Rang Like a Bell , durante uma turnê com Alt-J, The xx, Julia Holter e outros, o álbum foi lançado em 27 de maio de 2014.
Em 12 de julho de 2017 a banda anunciou seu terceiro álbum, Communicating, que foi lançado em 14 de setembro de 2017, pela OWSLA.

## Integrantes
- Nicole Miglis — vocais, piano, flauta
- Trayer Tryon — produção, eletrônica, baixo
- Zach Tetreault — bateria, percussão, trombeta

## História
Os membros da Hundred Waters, Trayer Tryon, Paul Giese e Zach Tetreault se tornaram amigos e colaboradores musicais enquanto frequentavam o ensino médio juntos em Orlando, Flórida. Seus laços pessoais e musicais continuaram do ensino médio para a faculdade na Universidade da Flórida em Gainesville, Flórida, onde eles moraram em uma casa juntos. Durante este período, o trio realizou-se em vários projetos diferentes e organizou shows locais em seu quintal. Tryon lançou dois álbuns solo e obras de arte originais sobre a Porter Records entre 2010 e 2011 com contribuições de Zach e Paul.
Tetreault fez amizade com Nicole Miglis depois de participar da apresentação de convocação na Escola de Música da Universidade da Flórida. Miglis, criado em Melbourne, na Flórida , foi encorajado em suas atividades educacionais e musicais desde uma idade precoce. Ela descreveu seu eu de infância como silencioso e introspectivo, muitas vezes passando horas tocando o piano da família.
 Ela começou a escrever musica em uma idade jovem, mas não recebeu treinamento vocal. Dirigindo-se à formação da Hundred Waters, Nicole obteve um diploma em performance de piano na Universidade da Flórida enquanto atuava globalmente como pianista de concertos. 
Miglis auto-lançou um EP solo em março de 2012 contendo uma coleção de músicas que escreveu de 2008 a 2010.
Em 2011, Miglis mudou-se para a casa de Tetreault, Giese e Tryon haviam vivido e colaborado desde a mudança para Gainesville.  Miglis começou a namorar Tryon, e mais tarde descobriria que a casa era anteriormente um dojo de karatê, onde seus pais se conheceram como aspirantes a artistas marciais. 
 Durante este tempo, os quatro estavam apoiando outros músicos de Gainesville e os conjuntos ao vivo de David Levesque durante as primeiras turnês para o projeto Levek.
Depois de voltar para casa de uma turnê com Levek, Hundred Waters e seu álbum de estréia homônimo começaram a tomar forma ao longo do verão de 2011. Apesar dos trabalhos do dia útil e das aulas, os companheiros de quarto se reuniram à noite para ouvir e discutir o desenvolvimento músicas juntas.

## Discografia
| Título                               | Detalhes                                                                              | Faixas |
| ------------------------------------ | ------------------------------------------------------------------------------------- | --- |
| Thistle EP                           | - Released: 21 de agosto de 2012 - Gravadora: OWSLA - Formatos: Digital download      | - Thistle - Thistle (Star Slinger Remix) - Thistle (AraabMuzik Remix) - Thistle (TOKiMONSTA Remix) - Thistle (Lockah Remix) - Thistle (Different Sleep & Troublemaker Remix) |
| Hundred Waters LP                    | - Lançamento: 25 de setembro de 2012 - Gravadora: OWSLA - Formatos: Digital download  | - Sonnet - Visitor - Me & Anodyne - Thistle - Caverns - . . . _ _ _ . . . - Boreal - Wonderboom - Theia - Are/Or - Gather - Hydrodictyon |
| Boreal Remixes EP                    | - Lançamento: 26 de março de 2013 - Gravadora: OWSLA - Formatos: Digital download     | - Boreal - Boreal (Blood Diamonds Remix) - Boreal (Brillz Remix) - Boreal (Phantoms Remix) - Boreal (Daedalus Remix) - Boreal (Teebs Remix) |
| Cavity                               | - Lançamento: 3 de março de 2014 - Gravadora: OWSLA - Formatos: Digital download      | - Cavity |
| Xtalk                                | - Lançamento: 16 de abril de 2014 - Gravadora: OWSLA - Formatos: Digital download     | - Xtalk |
| The Moon Rang Like A Bell LP         | - Lançamento: 27 de maio de 2014 - Gravadora: OWSLA - Formatos: Digital download      | - Show Me Love - Murmurs - Cavity - Out Alee - Innocent - Broken Blue - Chambers (Passing Train) - Down From The Rafters - [Animal] - Seven White Horses - Xtalk - No Sound |
| Down From The Rafters Remixes EP     | - Lançamento: 6 de novembro de 2014 - Gravadora: OWSLA - Formatos: Digital download   | - Down From The Rafters (Huxley Remix) - Down From The Rafters (The Field Remix) - Down From The Rafters (Tim Heckler Remix) |
| The Moon Rang Like A Bell Remixed LP | - Lançamento: 27 de fevereiro de 2015 - Gravadora: OWSLA - Formatos: Digital download | - Show Me Love (Nicole Miglis Acoustic) - Murmurs (Brandt Frick Remix) - Cavity (Shigeto Remix) - Out Alee (Plaid Remix) - Innocent (Illangelo's Confessional Remix) - Broken Blue (Dirty Beaches Remix) - Chambers (bvdub's Two Hearts Apart) - Down From The Rafters (Huxley Remix) - [Animal] (Siriusmo Remix) - Seven White Horses (Trayer's Last Mix) - Xtalk (Kodak To Graph Remix) - No Sound (Paul & Zach's Waltz) |
| Forgive Me For Giving Up             | - Lançamento: 26 de fevereiro de 2016 - Gravadora: OWSLA - Formatos: Digital download | - Forgive Me For Giving Up |
| Show Me Love (SkrillexRemix)         | - Lançamento: 22 de março de 2016 - Gravadora: OWSLA - Formatos: Digital download     | - Show Me Love (feat. Chance the Rapper, Moses Sumney & Robin Hannibal) (Skrillex Remix) |
| Particle                             | - Lançamento: 8 de maio de 2017 - Gravadora: OWSLA - Formatos: Digital download       | - Particle |
| Currency EP                          | - Lançamento: 12 de maio de 2017 - Gravadora: OWSLA - Formatos: Digital download      | - Jewel In My Hands - Particle - Takeover - Everywhere - Currency |
| Communicating LP                     | - Lançamento: 14 de setembro de 2017 - Gravadora: OWSLA - Formatos: Digital download  | - Particle - Wave To Anchor - Prison Guard - Parade - At Home & In My Head - Firelight - Re: - Fingers - Communicating - Blanket Me - Better |

### Remixes
| Faixa   | Artista Original | Lançamento            | Gravadora         |
| ------- | ---------------- | --------------------- | ----------------- |
| "Haven" | Neil Davidge     | 22 de outubro de 2012 | Microsoft Studios |